# Joli
Pour les articles homonymes, voir Joli (homonymie).

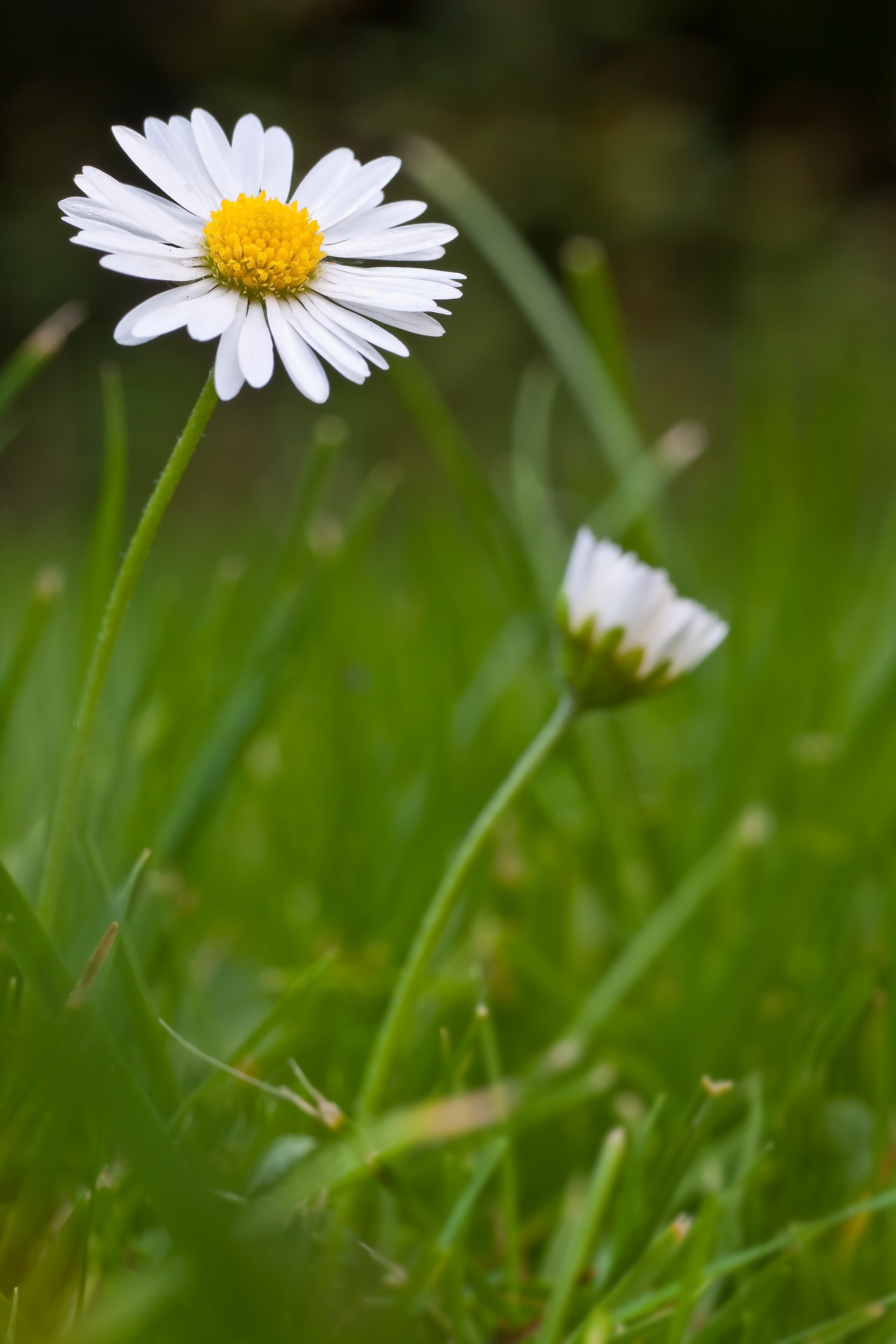
Pâquerettes, des fleurs petites et communes pouvant être qualifiées de « jolies ».

Le joli ou la joliesse est la caractéristique d'une apparence agréable, délicate et fine ; avec généralement des détails menus et gracieux. Comme catégorie esthétique, le joli est un type spécifique du beau. Néanmoins, le joli est fréquemment opposé au beau (beau, en tant que catégorie esthétique), quand joli sous-entend l'absence de grandeur, de majesté et de force, ou bien l'aspect superficiel de sa beauté. Le joli peut donc être un terme condescendant ou dépréciatif.
Dans le langage enfantin ou populaire, joli désigne une valeur esthétique quelconque et indéfinie, synonyme de beauté.

## Étymologie
Joli dérive probablement du scandinave : jól, nom d'une grande fête païenne du milieu de l'hiver, avec le suffixe -if (sur le modèle d'aisif « agréable », dérivé d'aise).
Le sens ancien de joli est proche de gai, joyeux et désinvolte. Joli caractérisait non une apparence mais une conduite.

## Citation
« De même que le sublime est l'apogée du beau, le joli en est comme le diminutif. Le beau est l'état normal de l'art : le joli en est un caprice; le sublime, un heureux accident.
Ce qui caractérise le joli, c'est une mesure parfaite entre les deux éléments du beau, l'unité, la variété. On pourrait dire encore que dans le joli la force le cède un peu à la variété. Le joli est facile, voilà ce qui le caractérise surtout. »
— « Leçon XXXII. Le sublime et le joli ; L'art », Émile Durkheim, Cours de philosophie, 1884